# Climacocystis
Climacocystis — рід грибів родини Fomitopsidaceae. Назва вперше опублікована 1958 року.

## Класифікація
До роду Climacocystis відносять 2 види:
- Climacocystis borealis
- Climacocystis montana